# Hamas
Hamas (arab. ‏حَمَاس‎, [ħaˈmaːs], dosłownie z arab. „zapał, entuzjazm”, ale też akronim ‏حركة المقاومة الاسلامية‎, trb. Harakat al-Mukawamma al-Islamijja), Muzułmański Ruch Oporu – islamska sunnicka i fundamentalistyczna walcząca o niepodległość Palestyny organizacja polityczno-militarno-terrorystyczna.
Zbrojnym skrzydłem Hamasu są brygady Izz ad-Din al-Kassama.

## Geneza
Powstanie Hamasu wiąże się z działalnością Braci Muzułmańskich. Bractwo rozpoczęło działalność w Palestynie w 1935 roku. Palestyńska filia Bractwa była przeciwna planom utworzenia Izraela i pozostawała w opozycji do kolonialnych rządów brytyjskich. W 1936 roku aktywiści Bractwa przyłączyli się do arabskiego powstania, co przysporzyło islamistom popularność na terenie całej Palestyny. Do 1937 roku liczba członków Bractwa w Palestynie wynosiła od 12 do 20 tysięcy.
W 1948 roku członkowie Bractwa uczestniczyli w akcjach terrorystycznych wymierzonych w nowo utworzone państwo żydowskie. Równocześnie islamiści zasilili antyizraelskie bataliony wojskowe. Po porażce Arabów w I wojnie z Izraelem, oddziały Bractwa w Strefie Gazy znalazły się pod rządami Egiptu, a na Zachodnim Brzegu Jordanu pod władzą Jordanii. Rządy jordańskie i egipskie były okresem stagnacji ruchu islamskiego.

Flaga Bractwa Muzułmańskiego

Pozytywnie na działalność Bractwa wpłynęła wojna sześciodniowa z 1967 roku. W wyniku wojny Izrael zdobył kontrolę nad Strefą Gazy i Zachodnim Brzegiem. Bractwo pod okupacją izraelską rozwinęło działalność charytatywną, edukacyjną, społeczną i kulturową. Działalność ruchu prowadzona była poprzez meczety i organizacje działające przy świątyniach. Organizacje te przez długi czas nie były powiązane z działalnością antyizraelską, ani nie stosowały przemocy, stąd też były finansowane przez Izraelczyków jako przeciwwaga dla świeckich nacjonalistów. W 1978 roku zostało zarejestrowane stowarzyszenie Centrum Islamskie. Organizacja była jedynym arabskim ruchem, na którego działalność oficjalnie zezwoliła administracja izraelska na Terytoriach Okupowanych. W tym okresie islamiści byli więc często uważani za zdrajców. Założycielem organizacji był szajch Ahmad Jasin. Centrum Islamskie działając pod przykrywką stowarzyszenia społecznego przekształcało się stopniowo w ruch zbrojny. Grupa otrzymywała pokaźne wsparcie finansowe z zakatu oraz darowizn od sponsorów z bogatych państw Zatoki Perskiej.
Duży wpływ na radykalizację Centrum Islamskiego miała irańska rewolucja islamska. W 1979 roku wewnątrz struktur Centrum Islamskiego powstała Duma Wiernych Wojowników (w literaturze pojawia się też nazwa Chwała Mudżahedinom), która uchodzi za bezpośrednią poprzedniczkę Muzułmańskiego Ruchu Oporu. W 1982 roku przy ruchu islamskim powstała zakonspirowana grupa Palestyńscy Święci Bojownicy, która rok później miała podjąć się pierwszych działań militarnych.
W 1983 roku Jassin został aresztowany przez Izraelczyków, a następnie oskarżony o kierowanie nielegalną organizacją zbrojną. Szajch został uwolniony w 1985 roku w następstwie wymiany pomiędzy rządem Izraela a Ludowym Frontem Wyzwolenia Palestyny.
W 1985 roku liczba członków Centrum Islamskiego sięgała 2 tysięcy.
W 1987 roku Centrum Islamskie przekształciło się w Muzułmański Ruch Oporu. Zmiana spowodowana była rozpoczęciem pierwszej intifady. Izraelskie służby początkowo entuzjastycznie przyjęły utworzenie Hamasu, sądząc, że jego działalność przyczyni się do osłabienia Organizacji Wyzwolenia Palestyny i miejscowej lewicy.

## Historia
Decyzja o powołaniu Hamasu zapadła już podczas pierwszego dnia intifady kamieni. Na czele organizacji jako Główny Przewodniczący stanął Jasin, dotychczasowy lider Centrum Islamskiego. Hamas włączył się do walki zbrojnej z Izraelem. Jednocześnie kontynuował działalność społeczną. Hamas posługiwał się terrorystycznymi metodami prowadzenia wojny (w tym ataki samobójcze), atakował zarówno cele wojskowe i cywilne Izraela. Kampanię przemocy wobec cywilów Hamas uzasadniał tym, że w Izraelu obowiązuje powszechny pobór do wojska, a więc każdy obywatel Izraela jest potencjalnym żołnierzem. Ofiarami Hamasu padali też ludzie uznani przez islamistów za dewiantów (prostytutki, dilerzy narkotykowi, odstępcy od islamu oraz zwykli kryminaliści). Hamas zyskał popularność głównie w Strefie Gazy, podczas gdy Zachodni Brzeg pozostał pod wpływami al-Fatah.
W 1989 roku ruch został oficjalnie zdelegalizowany przez władze Izraela.
W 1993 roku Hamas potępił porozumienia z Oslo. W tym samym roku organizacja dołączyła do koalicji Połączone Siły Palestyńskie, grupującej przeciwników ugody z Izraelem. W kolejnych latach islamiści krytykowali władze Autonomii Palestyńskiej, oskarżając je o kolaborację. Między innymi terrorystyczna działalność Hamasu przyczyniła się do wstrzymania izraelsko-palestyńskiego procesu pokojowego.
W 2000 roku członkowie grupy włączyli się do intifady Al-Aksa. W trakcie powstania jego aktywiści weszli do sojuszu Palestyńskie Siły Narodowe i Islamskie. W trakcie intifady islamiści po raz kolejny zastosowali taktykę opartą na terroryzmie. Członkowie Hamasu wykazali się samobójczymi zamachami oraz ostrzałem terenów Izraela za pomocą pocisków rakietowych Kassam.
Od 2000 roku członkowie Hamasu (indywidualnie) przynależą do Ludowych Komitetów Oporu i Brygad Salah al-Din.
22 marca 2004 w ataku rakietowym śmigłowców izraelskich w Gazie zginął Ahmad Jasin. Jego następcą na stanowisku lidera Hamasu został Abd al-Aziz ar-Rantisi, który zginął w izraelskim ostrzale już miesiąc po objęciu przywództwa. Na jego miejsce wybrany został Chalid Maszal
W wyborach parlamentarnych w styczniu 2006 roku Hamas otrzymał 76 mandatów (spośród 132), tym samym odebrał al-Fatahowi większość parlamentarną. W marcu 2006 roku Isma’il Hanijja z Hamasu został desygnowany na premiera Autonomii. Rząd kierowany przez Hamas szybko popadł w konflikt z prezydentem Mahmudem Abbasem. Konflikt na linii Hanijja-Abbas doprowadził do zaistnienia w Palestynie sytuacji dwuwładzy: Hamas w praktyce rządził w Strefie Gazy, al-Fatah na Zachodnim Brzegu. Okres kohabitacji przerwał zamach stanu, jaki Hamas przeprowadził w Strefie Gazy, tworząc tam odrębny rząd palestyński. Cała władza w Gazie trafiła w ręce Hamasu w czerwcu 2007 roku. Po przejęciu kontroli nad Strefą Gazy, Hamas rozpoczął usuwanie urzędników al-Fatah ze wszystkich stanowisk. Amnesty International poinformowała o zamknięciu gazet i nękaniu dziennikarzy. Wspomniana organizacja zarzuciła nadto Hamasowi torturowanie i mordowanie przeciwników politycznych.
Pod jurysdykcją Hamasu miejsce ma nasilona islamizacja Strefy Gazy. Administracja Hamasu przymyka oko na działalność grup islamskich radykałów i prowadzi reformy mające na celu narzucenie Palestyńczykom religijnego stylu życia. Islamskie reformy postępują stopniowo, a organizacja wycofuje się z nich, kiedy napotykają one wyraźny opór społeczny. Jeszcze w 2007 roku islamiści utworzyli religijny komitet prokuratorski, który zastąpił świecką instytucję Prokuratora Generalnego Gazy. Hamas przyjął w 2008 roku islamski kodeks karny przewidujący kary takie jak chłosta, amputacja rąk, czy śmierć przez powieszenie. Rok później administracja Hamasu zadecydowała o narzuceniu islamskiego ubioru w szkołach oraz segregacji płciowej w trakcie odbywania nauki. Pomimo wyznawania doktryny islamistycznej Hamas zwalcza palestyńskich salafitów. Po 2008 roku służby Hamasu wielokrotnie ścierały się z ekstremistami i zatrzymywały najbardziej wojowniczych aktywistów.
Islamistyczne władze nie zostały uznane przez społeczność międzynarodową, a Izrael rozpoczął blokadę Strefy Gazy, wstrzymując całkowicie eksport i import oraz ograniczając dostawy prądu, elektryczności i wody. Izraelska blokada doprowadziła do poważnego kryzysu humanitarnego.
W grudniu 2008 roku Izrael rozpoczął operację Płynny Ołów. Celem akcji izraelskiego wojska była likwidacja Hamasu w Strefie Gazy. Przyczyną działań izraelskiej armii był trwający ostrzał obszaru Izraela przez bojowników Muzułmańskiego Ruchu Oporu. Operacja została zakończona po 22 dniach.
W kwietniu 2011 roku przedstawiciele Hamasu i al-Fatahu oświadczyli, że zakończyli wzajemny konflikt i wypracowali kompromis. Porozumienie zakładało wspólne działanie na rzecz: utworzenia państwa palestyńskiego w granicach z 1967 roku, ze stolicą we Wschodniej Jerozolimie; utrzymania prawa powrotu uchodźców palestyńskich do ojczyzny; sformowania w przyszłości rządu jedności narodowej i przeprowadzenia nowych wyborów. Od czasu wypracowania porozumienia Hamas wielokrotnie prowadził z al-Fatahem kolejne rozmowy w sprawie pojednania politycznego. Ostatnie porozumienie między ugrupowaniami wypracowano w październiku 2017 roku.
14–21 listopada 2012 roku izraelskie wojsko prowadziło operację Filar Obrony wymierzoną w obiekty Hamasu w Strefie Gazy. Operacja była odwetem za wzmożony ostrzał rakietowy Izraela jaki palestyńscy bojownicy prowadzili z obszaru Gazy.
Pod koniec 2014 roku bojownicy ze Strefy Gazy rozpoczęli wzmożony ostrzał Izraela. W odwecie 8 lipca tego samego roku armia izraelska rozpoczęła w Strefie Gazy operację Ochronny Brzeg. Celem Izraelczyków była likwidacja infrastruktury wykorzystywanej przez bojowników Hamasu, w tym sieci podziemnych tuneli. Operacja została zakończona na początku sierpnia 2014 roku. Islamski Ruch Oporu pomimo dużych strat, jakie poniósł, ogłosił konflikt swoim zwycięstwem.
W lecie 2015 roku członkowie Hamasu i al-Fatahu uczestniczyli w starciach z salafitami z organizacji Jund al-Sham, walki miały miejsce w libańskim obozie dla uchodźców palestyńskich Ain al-Hilweh.
7 października 2023 roku w godzinach porannych Hamas rozpoczął wymierzoną w Izrael operację „Burza Al-Aksa”, w ramach której najpierw wystrzelił w stronę tego państwa kilka tysięcy rakiet (5000, zgodnie z komunikatem Hamasu), a następnie bojownicy Hamasu przedostali się na terytorium Izraela drogą lądową (forsując barierę na granicy Izraela ze Strefą Gazy w 29 miejscach), morską i powietrzną (wykorzystując do tego celu paralotnie) i dokonali zbrojnego ataku na 22 miejscowości w południowym Izraelu dopuszczając się wielu zbrodni na ludności cywilnej (m.in. na festiwalu muzyki elektronicznej w okolicach kibucu Re’im). Niedługo później Mohammed Deif, najwyższy dowódca brygad Izz ad-Din al-Kassama, wraz z Isma’ilem Hanijją, politycznym liderem Hamasu, powiedział, że operacja „Burza Al-Aksa” była odpowiedzią na izraelskie ataki na kobiety, profanację i rzekome zagrożenia dla meczetu Al-Aksa w Jerozolimie, izraelską okupację terytoriów palestyńskich, izraelską blokadę Strefy Gazy, ekspansję nielegalnych osiedli izraelskich, a także trudną sytuację palestyńskich uchodźców oraz więźniów. Według doniesień agencji prasowej Reuters Deif był architektem ataku i planował go od 2021 roku po tym, jak wiosną tego roku do meczetu Al-Aksa wkroczyły izraelskie siły bezpieczeństwa, co wywołało 11-dniowy konflikt pomiędzy Hamasem a Izraelem i spotkało się z oburzeniem w świecie islamu. Podczas ataku Hamasu z 7 października, według izraelskich władz, zginęło 1139 osób, zaś 253 zostały porwane i zabrane do Strefy Gazy przez Hamas jako zakładnicy. W reakcji na te wydarzenia Izrael wypowiedział wojnę Hamasowi i zablokował dostawy żywności, wody, prądu oraz paliwa do Strefy Gazy, a następnie w ramach operacji „Żelazne Miecze” najpierw dokonywał ostrzałów rakietowych i nalotów na różne cele w Strefie Gazy, zaś pod koniec października 2023 roku rozpoczął lądową operację wojskową w Strefie Gazy.
31 lipca 2024 roku około godziny 2 czasu lokalnego, szef Biura Politycznego Hamasu i zarazem jego lider Isma’il Hanijja został zabity w Teheranie podczas ataku powietrznego. 6 sierpnia 2024 roku nowym szefem Biura Politycznego organizacji został wybrany Jahja Sinwar. Dwa miesiące później bo 16 października, Sinwar również został zabity, tym razem w Rafah w trakcie wymiany ognia. Po zabójstwie Jahja Sinwara w Rafah 16 października tymczasowy komitet Hamasu początkowo rozważał możliwość wyznaczenia jednego następcy, ale ostatecznie zdecydował się rządzić za pośrednictwem komisji do czasu zaplanowanych wyborów przywódcy Hamasu w marcu 2025 roku.

## Wybrane zamachy terrorystyczne przeprowadzone przez grupę
- 28 lipca 1990 roku Hamas przeprowadził zamach bombowy na plaży w Tel Awiwie. W wyniku eksplozji zginął turysta z Kanady[54].
- 14 grudnia 1990 roku islamiści zamordowali trzech robotników pracujących w Jafie[55].
- 11 października 1991 roku fundamentalista wjechał samochodem w grupę żołnierzy izraelskich. Dwóch oficerów zginęło, 11 osób zostało rannych[55].
- 16 kwietnia 1993 roku w Mekholah terrorysta-samobójca zniszczył dwa autobusy izraelskiej armii. Żaden z żołnierzy nie ucierpiał[2].
- 24 grudnia 1993 roku w Gazie zastrzelony został porucznik Meir Mintz, dowódca oddziału sił specjalnych[56].
- 13 lutego 1994 roku fundamentaliści przeprowadzili udany zamach na Noama Cohena, funkcjonariusza izraelskiej służby bezpieczeństwa[56].
- 6 kwietnia 1994 roku Hamas przeprowadził zamach na autobus w Afuli. W samobójczym ataku zginęło 9 osób, a 51 zostało rannych[2][56].
- 13 kwietnia 1994 roku cztery osoby zginęły w samobójczym ataku na autobus w Haderze[56].
- 9 października 1994 roku pięciu wojskowych zginęło w ataku Hamasu w Jerozolimie[56].
- 19 października 1994 roku terrorysta-samobójca wysadził się w autobusie w Tel Awiw-Jafa. Zginęły 22 osoby, 46 zostało rannych[2].
- 22 stycznia 1995 roku terroryści Hamasu i Palestyńskiego Islamskiego Dżihadu podłożyli dwie bomby na skrzyżowaniu w Beit Lid. Zginęło 18 izraelskich żołnierzy i jeden cywil, a 69 osób zostało rannych[57].
- 24 lipca 1995 roku w samobójczym ataku na autobus w Ramat Ganie zginęło 5 osób[58].
- 21 sierpnia 1995 roku w samobójczym ataku na autobus w Jerozolimie zginęły cztery osoby[58].
- 25 lutego 1996 roku terrorysta-samobójca wysadził się w autobusie w Jerozolimie. Zginęło 26 osób, a 50 zostało rannych[2].
- 3 marca 1996 roku zamachowiec-samobójca wysadził się w autobusie w Jerozolimie. 19 osób zginęło, 6 zostało rannych[2]. Wśród ofiar było kilku zagranicznych turystów[58].
- 21 marca 1997 roku terrorysta podłożył bombę na tarasie kawiarni „Apropo” w Tel Awiw-Jafa. 3 osoby zginęły, a 48 zostało rannych[58][2].
- 30 lipca 1997 roku dwóch terrorystów-samobójców zaatakowało jednocześnie na targu Mehane Jehuda w Jerozolimie. 29 osób zginęło, a 348 zostało rannych[58][2].
- 4 sierpnia 1997 roku trzech zamachowców-samobójców zaatakowało równocześnie na deptaku Ben Jehuda w Jerozolimie. Zginęło pięć osób, a 181 zostało rannych[59][2].
- 30 września 1998 roku terrorysta rzucił granat ręczny w pojazd armii izraelskiej w Hebronie. 25 osób zostało rannych[2].
- 10 października 1999 roku terrorysta wjechał samochodem w tłum izraelskich żołnierzy. Jeden z żołnierzy zginął, 6 zostało rannych[2].
- 30 października 2000 roku zamachowiec-samobójca wysadził się w jerozolimskiej pizzerii Sbaro. Zginęło 15 osób, a 130 zostało rannych[2].
- 18 maja 2001 roku terrorysta-samobójca wysadził się w centrum handlowym w Netanja. Zginęło 6 osób, a rannych zostało 100[2].
- 1 czerwca 2001 roku zamachowiec-samobójca wysadził się na dyskotece w Tel Awiw-Jafa. Zginęło 20 osób, a rannych zostało 120[2].
- 1 sierpnia 2001 roku zamachowiec-samobójca wysadził się w restauracji w Jerozolimie. Zginęło 15 osób, a rannych zostało 130[2].
- 1 grudnia 2001 roku dwóch terrorystów-samobójców wysadziło się w centrum handlowym w Jerozolimie. 11 osób zginęło, a rannych zostało 188[2].
- 2 grudnia 2001 roku w Hajfie zamachowiec-samobójca wysadził się w autobusie. Zginęło 15 osób, a rannych zostało 60[2].
- 12 grudnia 2001 roku islamiści ostrzelali autobus w miejscowości Emmanuel. 11 osób zabili, a zranili 30[2].
- 10 lutego 2002 roku fundamentaliści ostrzelali izraelskich wojskowych w Beer Szewa. Zginęły dwie osoby, ranne zostały cztery[2].
- 7 marca 2002 roku Hamas zaatakował osadę Atzmona. Fundamentaliści zastrzelili tam 5 ludzi, a 24 ranili[2].
- 21 listopada 2002 roku zamachowiec-samobójca wysadził się w autobusie w Jerozolimie. Zginęło 11 osób, rannych zostało 50[2].
- Rząd Izraela oskarżył Hamas o to, że jego bojownicy 12 czerwca 2014 roku uprowadzili na Zachodnim Brzegu trzech izraelskich nastolatków. Ciała nastolatków odnaleziono 30 czerwca tego samego roku nieopodal Hebronu[23].
- Mahmud Abbas oskarżył Hamas o nieudany zamach z 13 marca 2018 roku. Celem ataku bombowego był konwój, którym poruszał się premier AP Rami al-Hamd Allah. Muzułmański Ruch Oporu odciął się od tego incydentu i zapowiedział rozpoczęcie własnego śledztwa w sprawie ataku[60].

## Struktury

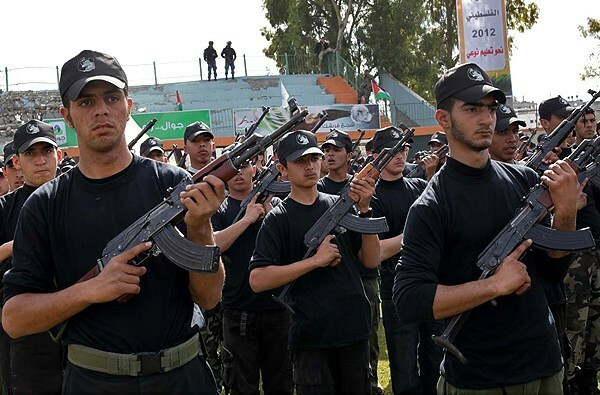
Ćwiczenia wojskowe brygad Izz ad-Din al-Kassama w mieście Gaza w 2013 roku

Na czele formacji stoi Rada Doradcza, określana w literaturze również jako Rada Konsultacyjna. W skład Rady wchodzą duchowni z Palestyny i państw Bliskiego Wschodu stanowiących zaplecze ruchu. Rada Doradcza wybiera regionalnych dowódców Muzułmańskiego Ruchu Oporu na obszar Strefy Gazy i Zachodniego Brzegu. Regionalnym dowódcom podlegają z kolei komórki dowódcze, które odpowiedzialne są za działalność Hamasu w terenie.
Kwatera Główna Hamasu do 2012 roku znajdowała się w Damaszku, odtąd mieści się w Katarze. Hamas posiada też biura zagraniczne, które mieszczą lub mieściły się w Arabii Saudyjskiej, Iranie oraz Jordanii, przed wojną domową w Syrii posiadał też obozy szkoleniowe na obszarze Syrii i Libanu. Choć Hamas posiada swoje struktury na terenie innych państw, z reguły unika on ingerowania w wewnętrzne sprawy goszczących go krajów.
Zbrojnym skrzydłem Hamasu są brygady Izz ad-Din al-Kassama. Wewnątrz ugrupowania istnieje też Aparat Bezpieczeństwa zajmujący się działalnością wywiadowczą, kontrwywiadowczą, likwidacją wewnętrznych przeciwników i kontrolą przestrzegania szariatu.
Na terenach palestyńskich posiada szereg stowarzyszeń i komitetów. Zajmują się one głównie kwestiami społecznymi i działalnością humanitarną. Istnieje specjalny pion społeczny Hamasu „Wezwanie”. Pion działa w obszarach takich jak: pomoc społeczną, system oświaty i opieka medyczna. „Wezwanie” kontroluje sieć należących do organizacji obiektów takich jak centra medyczne, szpitale, szkoły, meczety i kluby sportowe. „Wezwanie” odpowiada też za działalność propagandową.
Islamski Ruch Oporu jest właścicielem stacji telewizyjnej „Al-Aksa”, która jest tubą propagandową ugrupowania. Tworząc „Al-Aksę” Hamas wzorował się na telewizji „Al-Manar” należącej do Hezbollahu. Organem prasowym Hamasu jest periodyk „Filastin al-Muslimah” (Muzułmańska Palestyna).

## Liczebność
Całkowita liczba członków Hamasu nie jest znana; szacowano, że w 2023 roku jego zbrojne skrzydło liczyło do 40 000 bojowników. 30–35% z nich zginęło w trwającej od października 2023 wojnie w Strefie Gazy.

## Wsparcie zagraniczne

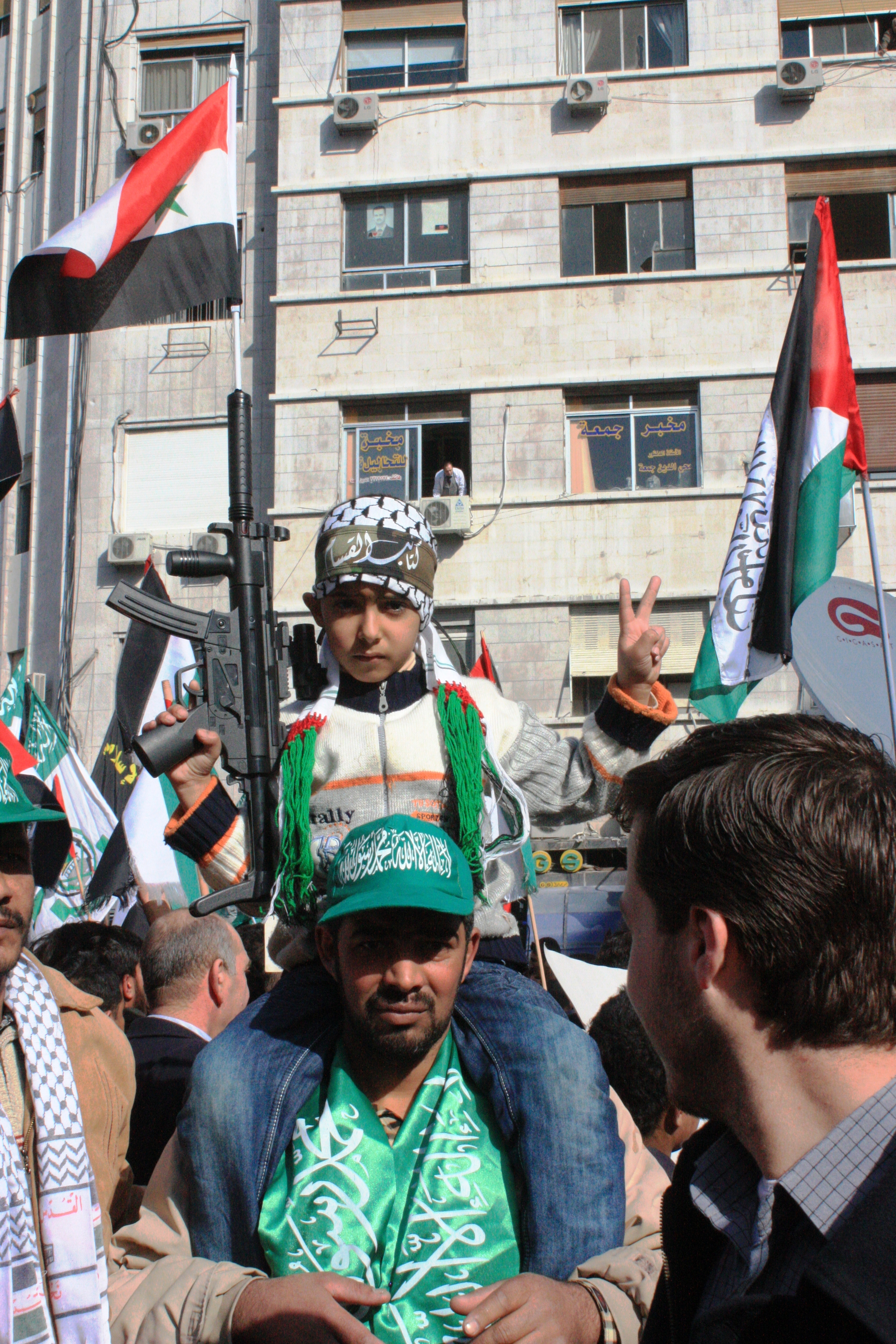
Wiec zwolenników Hamasu w Damaszku w 2008 roku

Centrum Islamskie i Hamas na przestrzeni lat finansowane były przez szereg państw arabskich. W minionych latach Hamas mógł liczyć na wsparcie pieniężne państw takich jak Arabia Saudyjska, Egipt, Katar, Kuwejt i Sudan. Po 1991 roku kraje regionu Zatoki Perskiej znacznie zwiększyły swoje dotacje dla Hamasu, co spowodowane było poparciem OWP dla Saddama Husajna, w trakcie agresji Iraku na Kuwejt i w efekcie utratą zaufania państw regionu dla Jasira Arafata. Wsparcie zakończyło się wraz z zamachem stanu w Egipcie w 2013 roku, kiedy to wojsko pozbawiło władzy miejscowe Bractwo Muzułmańskie. Wojskowy rząd Egiptu i jego sojusznicy z regionu Zatoki Perskiej wstrzymali pomoc dla Hamasu, uważając organizację za palestyńskie skrzydło Braci Muzułmańskich. Jedynym państwem arabskim, które kontynuuje pomoc dla Hamasu, jest Katar.
Do czasu wybuchu wojny domowej w Syrii Hamas utrzymywał bardzo bliskie relacje z Iranem, Syrią i Hezbollahem. Na krótko przed wybuchem wojny wsparcie finansowe Iranu dla Hamasu wynosiło od 10 do 15 milionów dolarów miesięcznie. Wsparcie pieniężne fundamentalistom słał też rząd syryjski. Początki pomocy Syrii dla Hamasu sięgają już lat 70. XX wieku, kiedy to Syryjczycy byli jednym z donatorów Centrum Islamskiego. Ponadto w syryjskiej stolicy przez lata znajdowała się Kwatera Główna Hamasu, którą dopiero w 2012 roku przeniesiono do Kataru. Relacje na linii Hamas-Hezbollah sięgają pierwszej połowy lat 90. XX wieku. Bojownicy Hezbollahu roztaczali opiekę nad członkami Hamasu w Libanie, organizowali szkolenia Palestyńczyków w zakresie konstrukcji bomb, czy treningi przyszłych zamachowców-samobójców.
Stosunki między Hamasem a Syrią, Iranem i Hezbollahem uległy ochłodzeniu po tym, gdy poparł on opozycję przeciwko syryjskiemu prezydentowi Baszszarowi al-Asadowi, podczas gdy Iran i Hezbollah opowiedziały się po stronie al-Asada. Iran w odwecie zmniejszył pomoc na rzecz Hamasu. Według doniesień medialnych, w 2013 roku Hezbollah nakazał członkom Hamasu opuszczenie Libanu. Według ekspertów do spraw Bliskiego Wschodu Hamas posiada obecnie dwóch wyraźnych sojuszników: Katar i Turcję. Obydwa kraje udzieliły Hamasowi pomoc szacowaną na setki milionów dolarów.
W XXI wieku wielokrotnie pojawiały się zarzuty względem władz Korei Północnej, że ta wysyła broń bojownikom Hamasu. Handel bronią pomiędzy Koreą Północną a Hamasem ma sięgać co najmniej grudnia 2009 roku, wtedy to zarejestrowany w Gruzji samolot transportowy musiał lądować awaryjnie na lotnisku w Bangkoku. Tajskie służby po sprawdzeniu znajdującego się na samolocie ładunku odkryły 35 ton północnokoreańskiej broni, w tym wyrzutnie rakiet, granaty ręczne oraz rakiety ziemia-powietrze. Rząd Tajlandii ogłosił, że broń miała trafić w ręce islamistów z Hamasu i Hezbollahu. Rząd Korei Północnej miał też podobno dostarczyć fundamentalistom wiedzę o budowie podziemnych tuneli. Reżim Kim Dzong Una w 2014 roku zdementował oskarżenia o współpracę z Hamasem i określił je „amerykańską propagandą”.

## Ideologia
Hamas sam siebie określa jako „ruch oporu” i skrzydło Bractwa Muzułmańskiego w Palestynie. Jest ruchem sunnickich fundamentalistów islamskich, który odwołuje się również do palestyńskiego nacjonalizmu, uznając go za ważną część religii.
Cele ruchu zostały zdefiniowane w Karcie wydanej w sierpniu 1988 roku. Poglądy Hamasu wprost określone zostały jako ideologia dżihadu. Głównym celem organizacji jest całkowite zniszczenie Izraela i zastąpienie go islamskim „Państwem Boga”, czyli Palestyną. Państwo palestyńskie miałoby być państwem wyznaniowym, w którym obowiązującym prawem byłby szariat.
Muzułmański Ruch Oporu odrzuca pokojowe rozwiązanie konfliktu z Izraelem i międzynarodowe konferencje dotyczące sporu. Według Karty jedyną drogą do niepodległości Palestyny jest walka zbrojna, dżihad. Wszelkie porozumienia pokojowe zawarte pomiędzy OWP i Izraelem, zostały przez Hamas uznane za zdradę. Izrael w propagandzie Hamasu określany jest jako „reżim syjonistyczny”, państwo kolonialne/neokolonialne. Według Meira Litvaka w przeciwieństwie do OWP, Hamas nie widzi wroga w syjonistach, lecz we wszystkich Żydach. W Karcie wprost znajduje się wezwanie do Palestyńczyków i muzułmanów, aby mordowali oni Żydów, zabijanie Żydów zostało określone mianem „obowiązku”. Statut Hamasu twierdzi, jakoby Żydzi władali światem przy użyciu swego majątku oraz takich organizacji jak m.in. wolnomularstwo, Rotary, kluby Lions i B’nai B’rith, a także odpowiadali za kolonializm, rewolucję francuską, I WŚ (a co za tym idzie obalenie kalifatu – było nim Imperium Osmańskie, z którym walczyli nawet sami Arabowie; patrz: powstanie arabskie), rewolucję komunistyczną i wiele innych rewolucji, powstanie Ligi Narodów (która według owego statutu Hamasu miała służyć do władzy nad światem), II WŚ (patrz: teorie spiskowe o żydowskiej władzy nad światem, Syjonistyczny Rząd Okupacyjny). Hamas akceptuje inne ruchy nacjonalistyczne, lecz jest antykomunistyczny.
Choć uznawany jest za organizację ekstremistyczną, potępia najbardziej skrajne ruchy terrorystyczne. Przywódcy Hamasu potępili działalność Państwa Islamskiego i zamachy przeprowadzane przez członków wspomnianego ugrupowania.

## Jako organizacja terrorystyczna
Figuruje na listach organizacji terrorystycznych Departamentu Stanu USA, Kanady, Izraela, Japonii i Unii Europejskiej.
Australia, Egipt i Wielka Brytania za grupę terrorystyczną uznają wyłącznie skrzydło militarne Hamasu.